# Marcel Volot
Pas d'image ? Cliquez ici

a Compétitions nationales et continentales officielles uniquement.

b Matchs officiels uniquement.
 Marcel Volot, né le 27 juin 1917 à Gonfreville-l'Orcher et mort le 29 août 2014 à Nice, est un joueur international français de rugby à XV et international français de rugby à XIII, évoluant au poste de talonneur dans les années 1930, 1940 et 1950.
Originaire du Creusot, il fait ses débuts au rugby à XV avec le club du C.O. Creusot puis s'installe professionnellement à Paris jouant alors successivement avant la guerre à l'A.S. Police Paris puis le C.A.S.G. Paris. Durant la Seconde Guerre mondiale, il devient un joueur titulaire du Stade français de 1940 à 1946, et connaît à la sortie de la guerre ses cinq capes d'international français.
En 1946, il change de code de rugby à et rejoint le rugby à XIII qui après avoir été interdit durant la guerre renaît en France et signe pour le Paris rugby XIII durant deux années. Il y connaît alors ses deux capes d'international français, à XIII cette fois-ci. Il joue par la suite au sein du Toulouse olympique XIII, R.C. Albigeois et Rodez XIII jusqu'en 1952.
Il devient par la suite entraîneur de rugby à XV et devient l'un des hommes forts du R.R.C. Nice qu'il entraîne de 1962 à 1971, devenant secrétaire général, vice-président puis président honoraire jusqu'en 1999. Il occupe parallèlement des rôles importants au sein de la Fédération française de rugby à XV et du Comité Côte d’Azur.

## Biographie
Marcel Claude Louis Volot naît le 27 juin 1917 à Gonfreville-l'Orcher (Seine-Maritime). Son père, Claude Volot (né à Saint-Sernin-du-Bois (Saône-et-Loire) en 1883), est employé d’industrie, et sa mère, Antonine Lacour (née le 24 mars 1886 au Creusot), sans profession. Il a un frère, Maurice Jean Volot (1912-1989). M. Volot épouse une première fois Marthe Marie Genevois en septembre 1940 à Châtillon avec laquelle il divorce le 21 juillet 1947 et une seconde fois Joséphine Manetti le 20 avril 1948 à Paris 16e. Avec cette dernière, il a un enfant : Pierre Volot (1948-2016).

## Palmarès

### Rugby à XV

#### Détails en sélection
| Matchs internationaux de Marcel Volot | Matchs internationaux de Marcel Volot | Matchs internationaux de Marcel Volot | Matchs internationaux de Marcel Volot | Matchs internationaux de Marcel Volot | Matchs internationaux de Marcel Volot | Matchs internationaux de Marcel Volot | Matchs internationaux de Marcel Volot | Matchs internationaux de Marcel Volot | Matchs internationaux de Marcel Volot | Matchs internationaux de Marcel Volot | Matchs internationaux de Marcel Volot |
|                                       | Date                                  | Adversaire                            | Résultat                              | Compétition                           | Poste                                 | Points                                | Essais                                | Pen.                                  | Drops                                 |                                       |                                       |
| ------------------------------------- | ------------------------------------- | ------------------------------------- | ------------------------------------- | ------------------------------------- | ------------------------------------- | ------------------------------------- | ------------------------------------- | ------------------------------------- | ------------------------------------- | ------------------------------------- | ------------------------------------- |
| sous les couleurs de la France        |                                       |                                       |                                       |                                       |                                       |                                       |                                       |                                       |                                       |                                       |                                       |
| 1.                                    | 22 décembre 1945                      | Pays de Galles                        | 0-8                                   | Test-match                            | Talonneur                             | -                                     | -                                     | -                                     | -                                     |                                       |                                       |
| 2.                                    | 1er janvier 1946                      | British Empire Services               | 10-0                                  | Test-match                            | Talonneur                             | -                                     | -                                     | -                                     | -                                     |                                       |                                       |
| 3.                                    | 26 janvier 1946                       | Irlande                               | 4-3                                   | Test-match                            | Talonneur                             | -                                     | -                                     | -                                     | -                                     |                                       |                                       |
| 4.                                    | 10 mars 1946                          | New Zealand Army                      | 9-14                                  | Test-match                            | Talonneur                             | -                                     | -                                     | -                                     | -                                     |                                       |                                       |
| 5.                                    | 22 avril 1946                         | Pays de Galles                        | 12-0                                  | Test-match                            | Talonneur                             | -                                     | -                                     | -                                     | -                                     |                                       |                                       |

#### Détails en club
| Saison    | Saison            | Championnat           | Championnat          | Coupe           | Coupe                | Sélection | Sélection | Sélection | Sélection | Sélection | Sélection | Sélection |
| Saison    | Saison            | Comp.                 | Class.               | Comp.           | Class.               | Comp.     | M         | Pts       | Ess.      | Buts      | Dp.       |           |
| --------- | ----------------- | --------------------- | -------------------- | --------------- | -------------------- | --------- | --------- | --------- | --------- | --------- | --------- | --------- |
| 1938-1939 | A.S. Police Paris |                       | ?                    |                 | ?                    |           |           |           |           |           |           |           |
| 1939-1940 | C.A.S.G. Paris    |                       | ?                    |                 | ?                    |           |           |           |           |           |           |           |
| 1940-1941 | Stade français    |                       | ?                    |                 | ?                    |           |           |           |           |           |           |           |
| 1941-1942 | Stade français    |                       | ?                    |                 | ?                    |           |           |           |           |           |           |           |
| 1942-1943 | Stade français    | Championnat de France | 1/4 finale zone Nord | Coupe de France | 1/4 finale zone Nord |           |           |           |           |           |           |           |
| 1943-1944 | Stade français    | Championnat de France | Poules de six        | Coupe de France | 1/4 finale           |           |           |           |           |           |           |           |
| 1944-1945 | Stade français    | Championnat de France | ?                    | Coupe de France | ?                    |           |           |           |           |           |           |           |
| 1945-1946 | Stade français    | Championnat de France | ?                    | Coupe de France | ?                    |           | 5         | -         | -         | -         | -         |           |

#### En tant qu'entraîneur
- 1962 - 1971 : Nice

### Rugby à XIII

#### Détails en sélection
| Matchs internationaux de Marcel Volot | Matchs internationaux de Marcel Volot | Matchs internationaux de Marcel Volot | Matchs internationaux de Marcel Volot | Matchs internationaux de Marcel Volot | Matchs internationaux de Marcel Volot | Matchs internationaux de Marcel Volot | Matchs internationaux de Marcel Volot | Matchs internationaux de Marcel Volot | Matchs internationaux de Marcel Volot | Matchs internationaux de Marcel Volot | Matchs internationaux de Marcel Volot |
|                                       | Date                                  | Adversaire                            | Résultat                              | Compétition                           | Poste                                 | Points                                | Essais                                | Pen.                                  | Drops                                 |                                       |                                       |
| ------------------------------------- | ------------------------------------- | ------------------------------------- | ------------------------------------- | ------------------------------------- | ------------------------------------- | ------------------------------------- | ------------------------------------- | ------------------------------------- | ------------------------------------- | ------------------------------------- | ------------------------------------- |
| sous les couleurs de la France        |                                       |                                       |                                       |                                       |                                       |                                       |                                       |                                       |                                       |                                       |                                       |
| 1.                                    | 18 janvier 1947                       | Pays de Galles                        | 14-5                                  | Coupe d'Europe                        | Talonneur                             | -                                     | -                                     | -                                     | -                                     |                                       |                                       |
| 2.                                    | 25 octobre 1947                       | Angleterre                            | 15-20                                 | Coupe d'Europe                        | Talonneur                             | -                                     | -                                     | -                                     | -                                     |                                       |                                       |

#### Détails en club
| Saison    | Saison                  | Championnat                        | Championnat | Coupe           | Coupe      | Sélection | Sélection | Sélection | Sélection | Sélection | Sélection | Sélection |
| Saison    | Saison                  | Comp.                              | Class.      | Comp.           | Class.     | Comp.     | M         | Pts       | Ess.      | Buts      | Dp.       |           |
| --------- | ----------------------- | ---------------------------------- | ----------- | --------------- | ---------- | --------- | --------- | --------- | --------- | --------- | --------- | --------- |
| 1946-1947 | Paris rugby XIII        | Championnat de France              | 12e         | Coupe de France | ?          | CE        | 1         | -         | -         | -         | -         |           |
| 1947-1948 | Paris rugby XIII        | Championnat de France              | 13e         | Coupe de France | 1/2 finale | CE        | 1         | -         | -         | -         | -         |           |
| 1948-1949 | Toulouse olympique XIII | Championnat de France              | ?           | Coupe de France | ?          |           |           |           |           |           |           |           |
| 1949-1950 | Toulouse olympique XIII | Championnat de France              | Forfait     | Coupe de France | Forfait    |           |           |           |           |           |           |           |
| 1949-1950 | R.C. Albigeois          | Championnat de France              | 6e          | Coupe de France | 1/8 finale |           |           |           |           |           |           |           |
| 1950-1951 | Rodez XIII              | Championnat de France (Excellence) |             | Coupe de France | ?          |           |           |           |           |           |           |           |
| 1951-1952 | R.C. Albigeois          | Championnat de France              | 5e          | Coupe de France | 1/8 finale |           |           |           |           |           |           |           |

## Engagement fédéral
- Doyen des internationaux français depuis 2008
- Ancien membre de la commission nationale de l’éthique de la FFR, présidée par Pierre Albaladejo
- Président d’honneur du Comité départemental de Rugby 06

## Distinctions
- Officier de l'ordre national du Mérite (décret du 13 mai 2005)[5]
- Chevalier de l'ordre national du Mérite (décret du 14 novembre 1996)[6]
- Médaille d’or de la FFR en 1976 - Médaille vermeil en 2004
- Médaille d’or de la Jeunesse et des Sports en 1976
- Médaille d’or du comité territorial de Côte d’Azur
- Médaille d'or de la ville de Nice en 2008
- Médaille d’or du bénévolat en 2003

## Hommages
Le 5 juin 2024, le stade des Arboras, enceinte accueillant l'équipe du Stade niçois rugby, est renommé stade Marcel-Volot.